# Алхан-Юрт
Алха́н-Юрт (чечен. Iалхан-Йурт) — село в Урус-Мартановском районе Чеченской Республики. Административный центр Алхан-Юртовского сельского поселения.

## География

Алхан-Юртовское сельское поселение на карте Урус-Мартановского района

Село расположено на правом берегу реки Сунжа, у впадения в неё реки Мартан, в 8 километрах к западу от города Грозного и в 7 км к северу от районного центра — Урус-Мартана. Вдоль южной окраины села проходит федеральная автотрасса «Кавказ».
Ближайшие населённые пункты: на севере — Краснопартизанский и Алхан-Кала, на северо-востоке — Грозный, на юго-востоке — Гойты, на юге — Урус-Мартан, на юго-западе — Гехи и на западе Кулары.

## История
Село основано в 1767 году. Основателем считается Алха из тайпа курчалой.
В феврале 1832 года селения Алхан-юрт, Закан-юрт, Казах-Кечу, Албару, Большой Кулар, Малый Кулар и Гала-юрт были уничтожены отрядом Вельяминова.
В северной части села обнаружено древнее Алхан-Калинское городище. Городище имеет два культурных слоя, первый слой — средневековый с характерными керамическими предметами. Второй слой имеет предметы и посуды железного века. В 1888 году А. А. Бобринский исследовал Алхан-Юртовские курганы, раннесредневековый материал из которых ныне хранится в Государственном историческом музее.
Также в селе была найдена так называемая «алхан-юртовская находка». Это «обломок со звериным изображением — железная нога коня с бронзовым копытом». Находка была представлена на выставке VIII археологического съезда в 1890 году в Москве.
Во время Кавказской войны вокруг села находились несколько населенных пунктов, которые впоследствии слились Во время восстания Мансура и Кавказской войны село несколько раз уничтожалось.
В 1874 году Алхан-Юрт входил в Ачхоевский участок Грозненского округа. В селении насчитывалось 339 дворов с населением в 1432 человека, также в селе находились три мечети. В 1883 году в Алхан-Юрте было 387 дворов с 1884 жителями и семь мечетей.
Предприниматели Российской империи добывали в Алхан-Юрте нефть: Товарищество Ахвердова и Ко выкупило землю у предпринимателя Шимона Нитабуха в конце XIX века, Алхан-Юртовское нефтепромышленное общество работало с 1902 года.
Весной 1919 года жители села отказались пропускать войска генерала Деникина вглубь Чечни, куда отступили разбитые в городе Грозном части Красной армии. В неравном бою с регулярной армией погибло больше 500 алхан-юртовцев. В это же время деникинцы сожгли десятки селений, чьи жители оказали им сопротивление, — Чечен-Аул, Устар-Гардой, Гудермес, Герзель-Аул, Бердыкель, Сержень-Юрт, Цоци-Юрт и др.
В 1944 году, после выселения чеченцев и упразднения Чечено-Ингушской АССР, селение было переименовано в Айвазовское.
После восстановления Чечено-Ингушской АССР в 1958 году населённому пункту было возвращено его прежнее название.
Осенью 1992 года уроженец Алхан-Юрта накшбандийский муфтий Чечни Арсанукаев Магомед-Башир под давлением Дудаева, представителя соперничающего тариката Кадирийа, был вынужден отказаться от должности (в пользу М. Гаркаева, принадлежащего к кадирийскому вирду Кунта-Хаджи).

В 1994 году, перед началом Первой чеченской войны, Руслан Хасбулатов собрал миротворческую группу, которая отстаивала политические интересы накшбандийского тариката:
Арсанукаев Магомед-Башир — бывший муфтий Чеченской Республики; Дениев Ильяс-Хаджи, внук устаза Дени Арсанова — глава вирда в Чечне; Берсанов Адам-Хаджи — богослов, знаток шариатского права и адатов; Магомаев Шудди-Хаджи; Хасуев Салман-Хаджи — глава вирда в Чечне; Арсанов Абдурахман-Хаджи, внук устаза Дени Арсанова; Салихов Саид-Паша-Хаджи, потомок богослова из Саудовской Аравии; Салман-Хаджи, знаток шариатского права; Каим-Хаджи, богослов; Вайсарт-Хаджи, мусульманский деятель.

## Население
| 1979 | 1990  | 2002  | 2010  | 2021    | 2024    |
| ---- | ----- | ----- | ----- | ------- | ------- |
| 6113 | ↗6843 | ↗8860 | ↗9783 | ↗13 260 | ↗14 504 |

## В искусстве
- В 1869 году село посетил известный художник-маринист Иван Айвазовский. Под впечатлением своего визита он написал картину «Алхан-Юрт»[25].
- Одна из маршевых песен Куринского 79-го пехотного полка посвящена сражению за Алхан-Юрт — «На взятие Алхан-Юрта 1851 года»[26].

## Известные уроженцы
- Родившиеся в Алхан-Юрте